# Dalton McGuinty
Dalton McGuinty (Ottawa, 19 luglio 1955) è un politico e avvocato canadese. Dal 23 ottobre 2003 al 11 febbraio 2013 è stato il 24º Premier dell'Ontario.

## Biografia
Leader del Partito Liberale dell'Ontario è stato dal 2003 al 2013 il secondo Premier dell'Ontario di fede cattolica, dopo John Sandfield Macdonald, che fu premier dal 1867 al 1871.